# Hertig av Buckingham
Markis och Hertig av Buckingham är en titel som utdelats vid flera tillfällen i Englands och Storbritanniens historia.
- Humphrey Stafford, 1:e hertig av Buckingham, erhöll titeln 1444
- Henry Stafford, 2:e hertig av Buckingham
- Edward Stafford, 3:e hertig av Buckingham
- George Villiers, 1:e hertig av Buckingham, erhöll titeln 1623
- George Villiers, 2:e hertig av Buckingham
- John Sheffield, 1:e hertig av Buckingham och Normanby, erhöll titeln 1703
- Edward Sheffield, 2:e hertig av Buckingham och Normanby
- Richard Temple-Nugent-Brydges-Chandos-Grenville, 1:e hertig av Buckingham och Chandos, erhöll titeln 1822
- Richard Temple-Nugent-Brydges-Chandos-Grenville, 2:e hertig av Buckingham och Chandos
- Richard Temple-Nugent-Brydges-Chandos-Grenville, 3:e hertig av Buckingham och Chandos